# Axel Monberg
Axel Sixtus Sølling Monberg (født 17. oktober 1893 i København, død 9. september 1971 i Holte) var en dansk ingeniør og entreprenør.
Monberg var søn af ingeniøren N.C. Monberg og hustru Anthonia f. Sølling. Han fik sin ingeniøruddannelse i Tyskland 1912-17 og i USA 1917-19. Han stiftede i 1919 sammen med ingeniør Ejnar Thorsen ingeniørfirmaet Monberg & Thorsen, der i 1937 omdannedes til aktieselskab.
Han var formand i bestyrelsen for A/S Nordisk Blik- & Papemballage Industri; medl. af bestyrelsen for A/B Monberg & Thorsen, Stockholm, for A/S Aalborg Portland Cement-Fabrik, for A/S S. Dyrup & Co., som han var medstifter af, for A/S Farve-og Lakfabriken S. Dyrup & Co., for Forsikringsaktieselskabet Danske Lloyd, for A/S Danske Tapetfabrikker, for A/S Dansk Shell og for A/S Københavns Plantageselskab.
Han var medlem af Akademiet for de tekniske Videnskaber, Ridder af Dannebrog og Dannebrogsmand.